# Anne Claire Poirier
Pour les articles homonymes, voir Poirier (homonymie).
Anne Claire Poirier est une réalisatrice, scénariste, monteuse, actrice et productrice québécoise, née le 6 juin 1932 à Saint-Hyacinthe.

## Biographie

### Les débuts
Elle étudie le droit et l'art dramatique, travaille comme comédienne et animatrice à Radio-Canada, puis est embauchée à l'Office national du film du Canada (ONF) en 1960. Elle travaille d'abord aux versions françaises des films tournés en anglais, avant d'être initiée au montage par Claude Jutra (elle est assistante au montage pour le film Québec-USA qu'il coréalise avec Michel Brault). Assistante de production pour Voir Miami de Gilles Groulx, elle signe le montage en plus d'être la narratrice de Jour après jour de Clément Perron. En parallèle, elle tient un petit rôle dans À tout prendre de Claude Jutra (celui d'une fille présente à la surprise party).
Elle passe à la réalisation en 1963, lorsqu'elle signe un court documentaire portant sur Christopher Plummer (30 minutes Mr Plummer), tourné à Stratford alors que l'acteur y joue Cyrano de Bergerac. Elle enchaîne avec une courte fiction coscénarisée avec Hubert Aquin, La Fin des étés, dont l'écriture proche de l'esprit du roman moderne est plus en phase avec l'univers de l'écrivain qu'avec celui de la cinéaste. Son troisième court métrage, Les Ludions, est moins personnel mais lui permet de renouer avec l'univers du théâtre. Elle explique d'ailleurs que «Les Ludions est un film qui appartient davantage [au monteur] Eric de Bayser qu’à moi en ce sens que c’est un film qu’il a entièrement conçu et structuré.»

### Naissance d'un cinéma féministe québécois
Du 8 septembre au 10 décembre 1965, dans le cadre de l'émission télévisée Femme d'aujourd'hui, elle tient la chronique hebdomadaire de sa grossesse, du sixième au neuvième mois. Cette réflexion sur l'expérience de la maternité est à l'origine du long métrage De mère en fille, qui mêle documentaire et fiction pour aborder cette question. Terminé en 1968, le film préfigure de manière inconsciente le cinéma féministe québécois. Anne Claire Poirier y développe une écriture singulière, hybridant les genres, exploitant les possibilités expressives du montage.
Le 29 mars 1971, Anne Claire Poirier, Jeanne Morazain et Monique Larocque signent le manifeste En tant que femmes nous mêmes..., dans lequel est défendue l'idée d'un programme de films réalisés par des femmes et abordant la femme dans sa dimension actuelle. Un deuxième texte, En tant que femmes. Rapport de recherche, signé par Poirier et Morazain, est rendu public le 16 septembre 1971. Il énonce une série d'objectifs: développer la conscience collective des femmes en tant que groupe, provoquer une prise de conscience individuelle, susciter l'éveil d'une conscience sociale. En filigrane, ils exposent l'idée de briser l'isolement des femmes. Il en découle la production d'un ensemble de films, à l'ONF et sous la supervision d'Anne Claire Poirier, regroupés à l'intérieur d'un programme nommé En tant que femmes. C'est le véritable coup d'envoi du cinéma féministe au Québec. En plus d'Anne Claire Poirier, Mireille Dansereau (J'me marie, j'me marie pas), Hélène Girard (Les filles c'est pas pareil) et Aimée Danis (Souris, tu m'inquiètes) réaliseront notamment des films dans le cadre de ce programme.

### En tant que femmes
En plus de produire l'ensemble des œuvres du programme En tant que femmes, Poirier y réalise deux films. C'est d'abord un ambitieux essai cinématographique, Les Filles du Roy, qui prend la forme d'un collage dans lequel elle réinterprète l'Histoire nationale du point de vue de la servitude et de l'effacement des femmes par l'Histoire officielle. C'est ensuite Le temps de l'avant, fiction aux accents didactiques dans laquelle elle aborde de manière frontale la question de l'avortement, offrant du coup à Luce Guilbeault l'un de ses meilleurs rôles. Véritable outil d'intervention sociale, le film fait l'objet d'une distribution communautaire visant à recueillir les réactions du public masculin: son efficacité est alors démontrée par sa capacité à faire choc en insécurisant le public masculin ébranlé dans ses certitudes. Ces deux films marquent le début de la fructueuse collaboration de Poirier avec la scénariste Marthe Blackburn, par ailleurs épouse du compositeur et concepteur sonore Maurice Blackburn.

### Les fictions
En 1976 et en 1977, Poirier continue de produire des films à l'ONF, dont le documentaire Raison d'être d'Yves Dion. Elle prépare en parallèle ce qui deviendra son film le plus connu, Mourir à tue-tête, dans lequel elle aborde la question du viol. Véritable réquisitoire de l'ensemble des femmes violées contre les agresseurs et le système qui les protège au mépris des victimes, le film est une fiction distanciée construite à partir de matériaux de diverses natures (les séquences naturalistes côtoient les segments théâtralisés, les archives et la mise en scène de discussions entre la réalisatrice et la monteuse du film que nous sommes censés regarder). Louise Carrière fait remarquer que le film est «héritier du cinéma direct par sa mise en scène, sa description efficace des milieux sociaux, sa description rugueuse du viol [...]». Mourir à tue-tête est sélectionné à Cannes dans la section Un certain regard.
La réalisatrice enchaîne avec La Quarantaine, dans lequel elle délaisse les sujets spécifiquement féminins et aborde le désarroi d'une bande d'amis quadragénaires qui se retrouvent après plusieurs années de séparation. Le film, qui bénéficie d'une distribution prestigieuse (Luce Guilbeault, Monique Mercure, Jacques Godin, Michèle Rossignol, Benoit Girard, etc.) reçoit un accueil mitigé. N'ayant pas réussi à tourner un scénario portant sur l'amitié entre deux femmes (Les Instants privilégiés) auquel elle a travaillé pendant plusieurs années, elle enchaîne avec un téléfilm adapté de la nouvelle Matthew and Chauncy de l'écrivain canadien Edward O. Phillips. Intitulé Salut Victor !, ce téléfilm met en scène l'amitié entre deux homosexuels qui se rencontrent dans un centre pour personnes âgés.

### Retour à l'essai documentaire
En 1989, Anne Claire Poirier est désignée, avec son collègue Colin Low et le ministre des Communications du Canada Marcel Masse, pour recevoir l'Oscar remis à l'occasion du 50e anniversaire de la création de l'ONF. Le 18 octobre 1992, un drame fait toutefois basculer l'existence de la réalisatrice: sa fille, Yanne, est retrouvée assassinée. De cet événement tragique Poirier tire un film, Tu as crié LET ME GO, à la fois hommage à cette fille disparue, enquête sur l'univers de la toxicomanie et de la prostitution, méditation sur le fugitif et l'éternel. Deux séquences montrant la lente dérive des icebergs viennent encadrer les entrevues et témoignages, tandis qu'un commentaire écrit par Marie-Claire Blais trouve les mots justes pour exprimer les sentiments de la mère. Le film reçoit de nombreuses récompenses : prix Génie du meilleur documentaire, prix du meilleur documentaire au festival de Vancouver, Prix du meilleur film québécois décerné par l'AQCC etc. En 1997, la réalisatrice prend sa retraite de l'ONF après 37 ans de service.

## Filmographie

### Comme réalisatrice
- 1963 : 30 Minutes, Mister Plummer
- 1964 : La Fin des étés
- 1965 : Les Ludions
- 1968 : De mère en fille
- 1971 : Le savoir-faire s'impose : 2e partie
- 1971 : Le savoir-faire s'impose : 1re partie
- 1974 : Les Filles du Roy
- 1975 : Le Temps de l'avant
- 1979 : Mourir à tue-tête
- 1982 : La Quarantaine
- 1988 : Salut Victor
- 1996 : Tu as crié: Let me go

### Comme scénariste
- 1964 : La Fin des étés
- 1974 : Les Filles du Roy
- 1975 : Le Temps de l'avant
- 1979 : Mourir à tue-tête
- 1982 : La Quarantaine
- 1988 : Salut Victor
- 1997 : Tu as crié: Let me go

### Comme monteuse
- 1962 : Jour après jour
- 1963 : 30 Minutes, Mister Plummer

### Comme actrice
- 1964 : À tout prendre : Une femme au party

### Comme productrice
- 1973 : Souris, tu m'inquiètes (moyen métrage) de Aimée Danis
- 1973 : À qui appartient ce gage?
- 1974 : J'me marie, j'me marie pas (TV)
- 1974 : Les Filles du Roy
- 1974 : Les Filles c'est pas pareil
- 1975 : Le Temps de l'avant
- 1976 : Ti-Dré
- 1976 : Shakti
- 1977 : Québec à vendre
- 1977 : La P'tite Violence
- 1977 : Le Menteur
- 1977 : Famille et variations
- 1977 : Surtout l'hiver
- 1977 : Raison d'être
- 1979 : Mourir à tue-tête
- 1988 : Salut Victor !

## Récompenses et nominations

### Récompenses
- 1988 - prix Albert-Tessier
- 1997 - prix André-Guérin
- 1997 - prix L.-E.-Ouimet-Molson
- 1997 - prix AQCC-SODEC pour Tu as crié : Let me go
- 2002 - prix Jutra-Hommage

### Nominations
- Mourir à tue-tête : Film sélectionné en compétition dans la section Un certain regard au Festival de Cannes
- Mourir à tue-tête : Liste des longs métrages canadiens proposés à l'Oscar du meilleur film en langue étrangère

## Distinctions
- 1985 - chevalière de l'Ordre national du Québec
- 2003 - Officier de l'Ordre du Canada
- 2008 - officière de l'Ordre national du Québec